# Dorfkirche Löbschütz

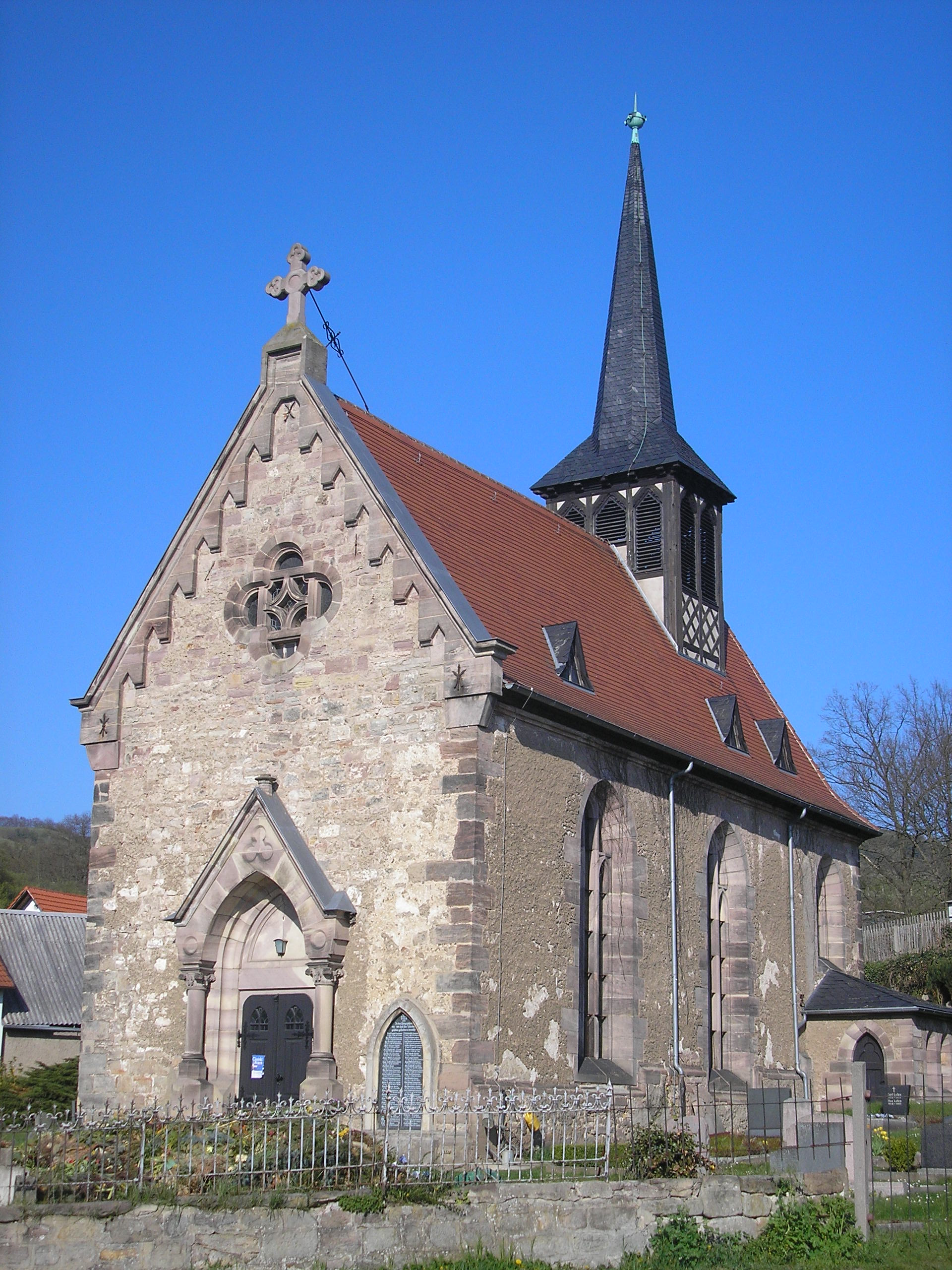
Die Kirche

Die Dorfkirche Löbschütz steht im Ortsteil Löbschütz der Stadt Kahla im Saale-Holzland-Kreis in Thüringen. Sie gehört zum Pfarrbereich Kahla im Kirchenkreis Eisenberg der Evangelischen Kirche in Mitteldeutschland.

## Lage
Die Kirche liegt östlich der Saale am Fuß der westlichen Abhänge des Berges der Leuchtenburg in Richtung Hummelshain.

## Geschichte
1529 wurde der Pfarrort Löbschütz genannt. Offenbar bestand zu diesem Zeitpunkt im Ort eine Kirche. Lange Zeit bildeten Löbschütz und Lindig eine eigene Pfarrei. 1922 wurde die eigenständige Pfarrstelle aufgehoben; beide Orte kamen zum Kirchspiel Kahla.

## Beschreibung
Diese Kirche war ursprünglich ein gotisches Gebäude. Nach Änderungen bei verschiedenen Renovierungen waren von den Spitzbogenfenstern an der Ost- und Nordseite des Chores, die Spitzbogentüren an der West- und Nordseite und die äußere Sockelgliederung noch vorhanden. 1571 und 1621 wurde die Umfassungsmauer des Kirchen- und Friedhofsgeländes erneuert. Bei einer Renovierung 1904 wurde unter Einarbeitung neuer Erkenntnisse versucht, den gotischen Zustand wiederherzustellen. Auch aus dieser Zeit stammen die Raumgestaltung, die Glasfenster, die Ausstattung und der Prospekt der Orgel. Der Dachreiter trägt drei Stahlglocken, welche 1903 gegossen wurden.